# PowerCon

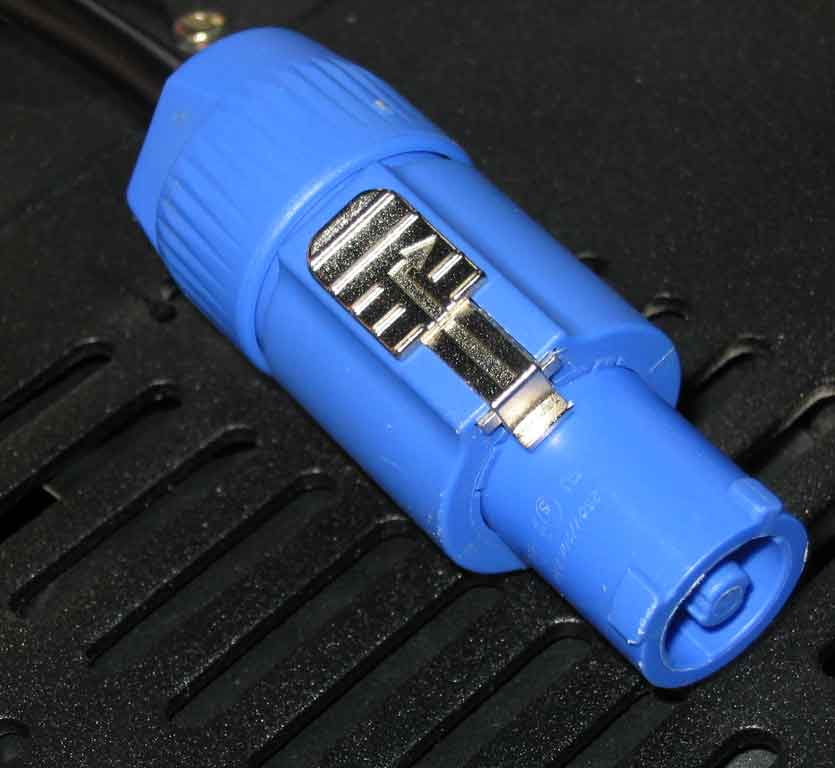
powerCON Macho tipo A, fuente de electricidad, conector de cable

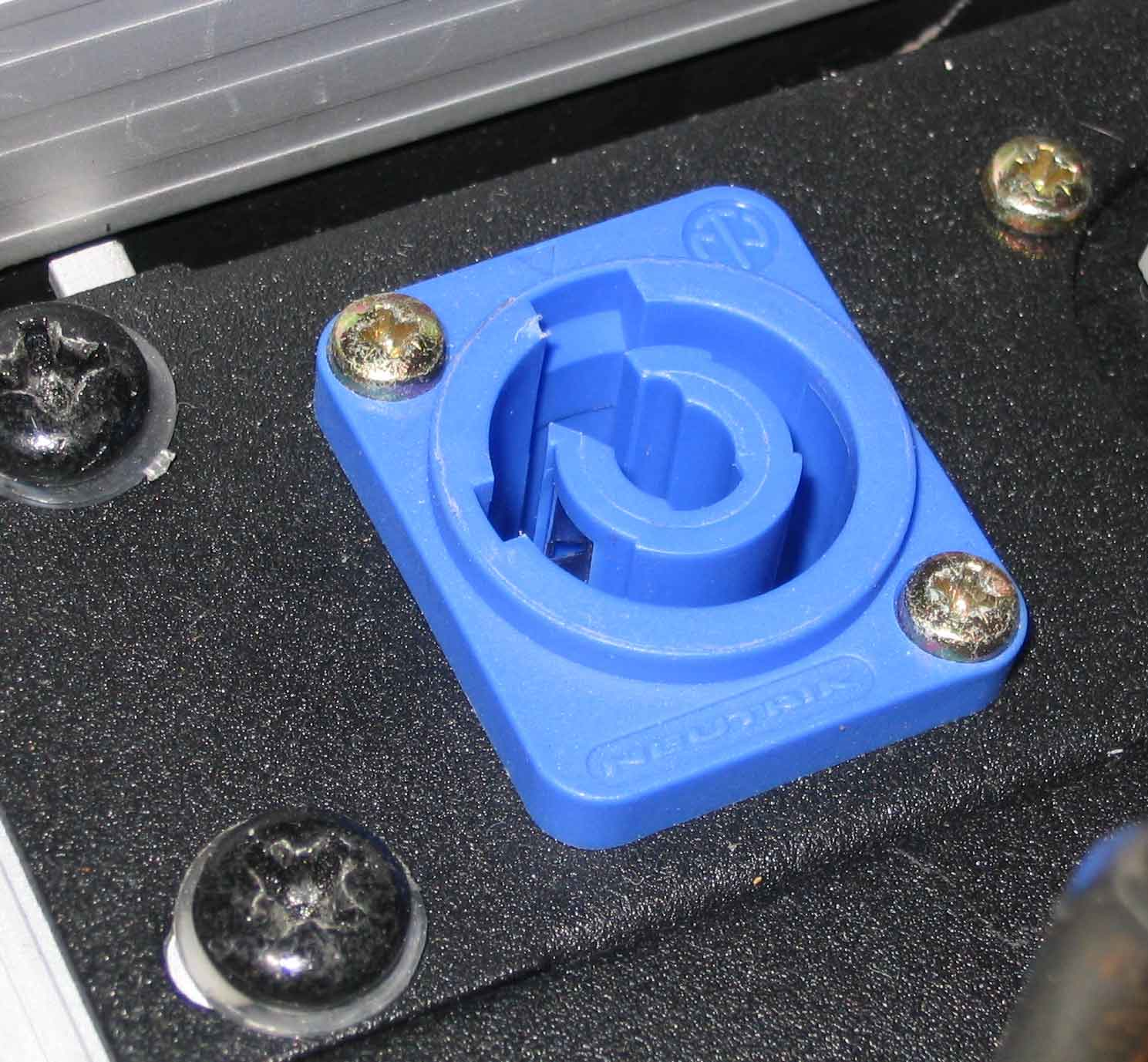
powerCON hembra tipo A, entrada de electricidad, montaje en chasis

El conector powerCON es un conector eléctrico fabricado por Neutrik para conectar la red eléctrica a equipos en un espacio reducido. Tiene un aspecto y funciona de forma similar al conector Speakon, con el conector de línea insertado en el conector del chasis y retorcido para hacer contacto y bloquearlo. Tanto los conectores de línea como los del chasis están totalmente aislados incluso cuando están desconectados.

## Características
La versión original y más genérica del powerCON tiene una capacidad de 20 A
Se presenta en dos variantes deliberadamente incompatibles para evitar que las personas conecten a dos suministros de red distintos. El type A es azul y se utiliza para fuentes de alimentación (la energía sale de un cable de extremo azul hacia una toma de chasis). El type B es de color gris y se utiliza para drenajes de energía (la energía fluye desde un enchufe del chasis a un cable de extremo gris). Los acopladores están disponibles con una toma de chasis de cada tipo montada en los extremos de un tubo de plástico para extender los cables.

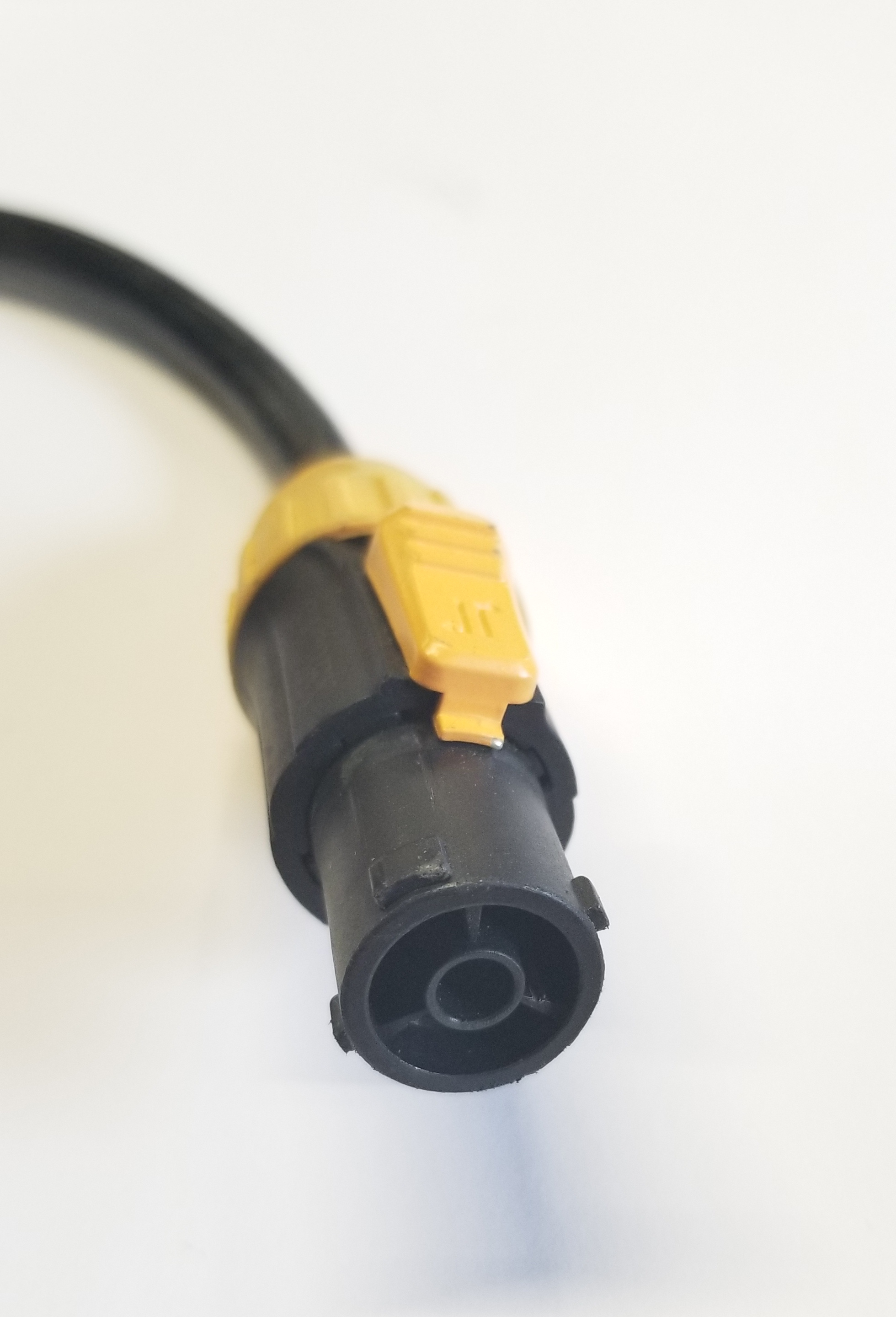
Conector de cable Neutrik powerCON TRUE1 (macho).

Neutrik presentó una mayor versión 32 A del powerCON. A diferencia de la versión 20 A, la versión 32 A sólo incluye una variante que parece estar pensada para utilizarla como fuente.
Las principales ventajas del powerCON son una gran capacidad de corriente en un espacio reducido (más pequeño que un conector IEC y el doble de la capacidad de transporte de corriente) y la acción de bloqueo. Las principales desventajas son el coste y dependencia de un solo proveedor. Los modelos más antiguos no están diseñados para conectarse/desconectar bajo carga (lo cual los hace inadecuados para equipos utilizados por personal no formado).

## Historia

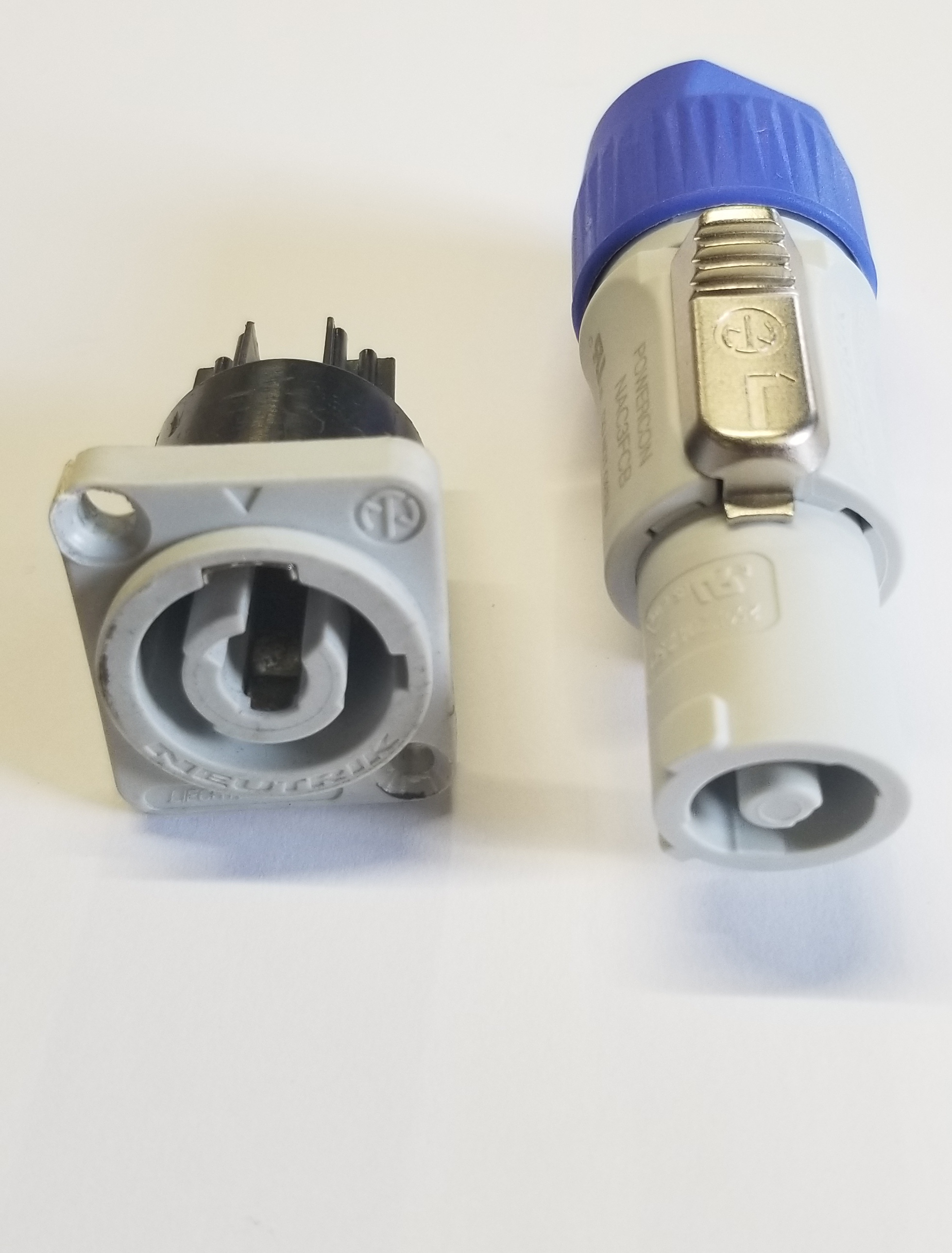
Conectores Neutrik powerCON tipo B.

A finales de 2020, Neutrik lanzó una versión rediseñada del PowerCON original que es capaz de conectar/desconectar bajo carga cuando se acopla con los conectores correspondientes. Los conectores de cable con capacidad de ruptura pueden reconocerse debido al '-1' de su número de artículo como NAC3FCA-1. Los conectores de aparatos se pueden reconocer debido al "XX" añadido a su número de artículo como NAC3MPXXA.
En enero de 2011, Neutrik anunció una nueva variante del conector llamada powerCON TRUE1 . A diferencia de los conectores powerCON tradicionales, el nuevo conector se especifica con capacidad de ruptura, es decir, está diseñado para la desconexión bajo carga La capacidad máxima de corriente para el conector TRUE1 se reduce a 16 A y no es compatible con los conectores powerCON tradicionales. Los conectores tienen una clasificación IP65 y UL50E cuando se ensamblan (conectados) juntos, lo que significa que están diseñados para ser utilizados en entornos exteriores con una gran presencia de polvo y/o agua.